# Wagner-csoport
A Wagner-csoport (oroszul: Группа Вагнера), más néven PMC Wagner  (oroszul: Частная военная компания, CSVK) egy orosz paramilitáris szervezet. Különféleképpen jellemzik: katonai magánvállalkozásként (PMC) vagy zsoldosok hálózataként.  A csoport a törvényen kívül, illegálisan működik Oroszországban, ahol a katonai magánvállalkozások hivatalosan tilosak. Szoros szálak fűzik az orosz államhoz, hibrid hadviselésre és titkos hadműveletekre használják fel, hogy katonailag képviselhesse az orosz érdekeket külföldön, főként Ázsiában és Afrikában.
A csoport a 2014-ben kirobbant kelet-ukrajnai háború idején vált jelentőssé, ahol segítette az önhatalmúlag kikiáltott Donyecki és Luganszki Népköztársaság oroszbarát szeparatista erőket. Ezen túl részt vett különböző konfliktusokban szerte a világon – többek között a szíriai és líbiai harcokban, a Közép-afrikai Köztársaságban és Maliban zajló polgárháborúkban, többnyire az orosz kormány által támogatott erők oldalán harcolva. Jelentős szerepet játszott az Ukrajna elleni orosz invázióban, és széles körben toborzott a börtönökből foglyokat és elítélteket a háborúba.
2022 decemberében a Pentagonhoz tartozó John Kirby azt állította, hogy a Wagner-csoportnak 50 ezer harcosa van Ukrajnában, köztük 10 ezer zsoldos és 40 ezer elítélt. Mások több mint 20 ezerre teszik a toborzott foglyok számát, az Ukrajnában harcoló egyéb zsoldosok számát pedig szintén 20 ezerre becsülik. Egyes források szerint 2023. februárjának közepéig a csoport kb. 30 ezer harcost veszített el Ukrajnában.
Az Európai Unió és számos más ország szankciókat vezetett be a csoport ellen, azzal vádolva őket, hogy aláássák Ukrajna területi integritását és szuverenitását, destabilizálják a szíriai és líbiai helyzetet, valamint súlyosan megsértik az emberi jogokat.
A csoport harcosai háborús bűnöket követtek el azokon a területeken, ahol bevetésre kerültek. A vádak között szerepel civilek megerőszakolása, kirablása és kivégzése, valamint a dezertőrök megkínzása, kivégzése.
Jevgenyij Prigozsin évekig tagadta a Wagner-csoporthoz való kapcsolatát, majd 2022 szeptemberében azt állította, hogy ő alapította ezt a szervezetet.
Bár maga a csoport ideológiailag nem vezérelt, a csoportot neonáci és szélsőjobboldali elemekkel hozták összefüggésbe.
A Financial Times szerint 2018 és 2021 között a Wagner szolgálataiért cserébe 250 millió dollárt zsebelt be, amely főként természeti erőforrásokból való részesedést jelentett.

## 2023. június 24.
2023. június 23-ról 24-re virradó éjjel fegyveres összecsapások törtek ki a Wagner és az orosz hadsereg között, mivel a hadsereg korábban állítólag többször bombázta a Wagner állásait. A Wagner elfoglalta Rosztovot, megszállta a rosztovi főparancsnokságot, ahonnan az ukrán háborút irányítják, de Prigozsin szerint nem akadályozta annak működését. Moszkva felé indult (1000 km), útközben elfoglalta Voronyezst.
Putyin a tévében Prigozsin megnevezése nélkül annyit mondott, hogy meg fogják büntetni a lázadókat.
Fegyveres ellenállás alig volt, a konvojt egyszer lőtte a hadsereg helikoptere, amit Prigozsin szerint lelőttek, és még másik hármat is, ami szerinte civil célpontokat támadott. Moszkvában biztonsági intézkedéseket hoztak, a jelek szerint itt akarták megállítani Prigozsint.
Este 8 óra körül megegyezés született Lukasenka fehérorosz elnök közvetítésével. A Prigozsin által követelt célt – a katonai vezetés leváltását – teljesíteni fogják, vagyis leváltják Szergej Sojgu védelmi minisztert és Valerij Geraszimov vezérkari főnököt, cserébe a Wagner visszafordul. A Wagner-csoport biztonsági garanciákat is fog kapni.
Prigozsin egy videóban megkérdőjelezte a háború hivatalos indokát, hogy Ukrajna és a NATO támadást készített elő Oroszország ellen.
24-én este a Kreml szóvivője bejelentette, hogy visszavonják a reggel kiadott vádat Prigozsin ellen, aki leállítja a Moszkvába tartó konvoját, és Fehéroroszországba költözik. A Wagner fehéroroszországi megjelenése miatt Litvánia kérte a NATO keleti szárnyának megerősítését.
A Wagner-csoportot besorolják a reguláris hadseregbe, a lázadás résztvevőit nem fogják megbüntetni. A megállapodás Lukasenka fehérorosz elnök közvetítésével történt.
25-én reggelre Prigozsin kivonult Rosztovból is, ahol a nép ünnepelte, fotózkodott vele, ők meg néhányat a levegőbe lőttek. Az útkorlátozásokat feloldották, kivéve Moszkva és Tula között, ahol – a Wagner előrehaladását lelassítandó – előző nap markolókkal felbontották az M-4-es utat. Az orosz vezetés egyelőre nem nyilatkozik.
A különböző szervezetek 13–20 között becslik az elesett orosz katonák számát. A Portfolio 6 lelőtt orosz helikopterről és egy Il-22-es repülőgépről tud. A 6 helikopterből három Mi-8MTPR-1-es elektronikus hadviselésre átalakított volt, amiből összesen 15–20 van hadrendben. Ezek a helikopterek a hadszíntértől távol repülnek. A légierő elveszített egy Ka-52(en)-es harci helikoptert is, ami a jelenlegi legmodernebb orosz típus, és ugyancsak kevés van belőle.
A szakértők egyelőre találgatják, miért nem állt ellen a hadsereg. A területvédelmi erők könnyű fegyverzete alkalmatlan a Wagner-fegyverek megállítására. A reguláris hadsereg leterhelt, a morálja alacsony, ukránokra sem akar lőni, oroszokra pláne nem.
Az amerikai hírszerzés már június közepén észlelte, hogy a Wagner fegyvereket halmoz fel és csapatokat von össze az orosz-ukrán határon. A jelek szerint az orosz hírszerzés semmiről nem tudott. (Az amerikaiak azt is tudják, hogy a korábbi bahmuti lőszerhiány nem volt igaz, csak a katonai vezetés elleni hangulatkeltést szolgálta.)
A konfliktus során Észak-Korea és Irán fejezte ki Putyin iránti támogatását.
A június 26-i hétre tervezett érettségiket egy héttel elhalasztották Oroszországban.

## Etimológia
A csoport a nevét az egyik társalapító, Dmitrij Utkin  álnevéről, a „Wagner”-ről kapta, állítólag Richard Wagner német zeneszerző után, akit Utkin a Nemzetiszocialista Németország iránti szenvedélye miatt választott saját névnek. (R. Wagner Hitler kedvenc zeneszerzője volt.) Korábbi fotók alapján Utkin nyakán a náci Waffen-SS jelei is láthatók.

## A csoport kapcsolata szélsőségesekkel
Utkinon kívül rengeteg orosz neofasiszta és neonáci szolgál illetve szolgálhat a Wagner soraiban, köztük az Orosz Birodalmi Mozgalom (Русское Имперское Движениe) nevű szélsőséges szervezet tagjai, amelynek alapideológiájában a fehér faji felsőbbrendűség is szerepel. Ez persze nem azt jelenti, hogy a Wagnernek lenne ideológiai háttere, sőt nemzetközi szakértők szerint is az általa szolgáltatott fegyveresek pénzért harcolnak.
A Wagner-csoport parancsnoksága alá tartozik a Ruszics félkatonai szervezet Kelet-Ukrajnában 2014 óta máig harcoló szabotázs- és támadás-felderítő csoportja (oroszul: Диверсионно-штурмовая разведывательная группа «Русич»), melyet a nyíltan neonáci Alekszej Milcsakov alapított. Milcsakov beceneve "Fricc" volt a luhanszki szeparatistákhoz való csatlakozása előtt. A szervezet csapatjelzésén több, neonácik által is használt szimbólum látható, mint a nyolcágú szláv horogkereszt (Kolovrat), a Fekete Nap (Sonnenrad), Viking rúnák, valamint az Orosz Birodalom fekete-sárga-fehér zászlaja.

## A fegyveres erők összetétele
Arról, hogy kik alkotják a Wagner-csoport zsoldosait csak találgatások vannak. Körülbelül 5000 kiszolgált veterán, köztük egykori elit ezredek tagjai is dolgoznak a csoportnak, olyanok, akik részt vettek a csecsen háborúkban.
Valószínűleg a csoport harcosait zömében orosz nemzetiségűek alkotják, de több forrás szerint akadnak közöttük nem csekély számmal más országok állampolgárai is. Egyes jelentések szerint korábban az indiai hadsereg kötelékében szolgáló nepáli katonák is beléptek a Wagnerhez. Sőt a jelek szerint a Wagner toborzásai messze túl nyúlnak az orosz határokon, mivel a közösségi médiában és különféle platformokon 16 nyelven (köztük vietnámiul, spanyolul, franciául és még lengyelül is) osztottak meg felhívásokat.
Rácz András magyar újságíró és külpolitikai tanácsadó is tanulmányozta a Wagnert, aki megállapította, hogy a csoport segítette Nicolás Maduro venezuelai elnököt is. Rácz szerint is a Wagner orosz cég, de nem kizárólag oroszok alkotják, viszont továbbra is orosz nemzetiségű a tagok zöme. Gyakori az is Rácz szerint, hogy volt orosz rendőrök és titkosszolgálati személyek is belépnek a Wagnerhez, a nem orosz nemzetiségűek között pedig szerbeket és franciákat is egyformán azonosított.
A Wagner a kelet-ukrajnai háborúban még hatékonyan harcolt az ukrán hadsereg ellen, de ez a teljesítménye Rácz szerint a nyílt orosz-ukrán háború kirobbanása óta jelentősen csökkent, de az összeomlást elkerült a csoport, mert az orosz kormány lehetővé tette számára, hogy toborozhasson a börtönökben.
A büntetésvégrehajtási intézményekből történt toborzásoknál is elsősorban olyan személyeket kerestek meg, akik rendelkeztek valamiféle katonai tapasztalatokkal: egykor volt katonák, rendőrök, biztonsági őrök, testőrök voltak, de a bűncselekmények (különösen a súlyosabb mértékű, minősített bűnök) elkövetése miatt már hivatalosan többé nem léphetnek ilyenfajta munkakörökbe.[forrás?]

## A Wagner-csoport által elkövetett bűncselekmények
A német hírszerzés a Wagner-csoportot tartja a bucsai mészárlás felelősének. Az ENSZ és a francia kormány szintén a Wagnert teszi felelőssé a Közép-afrikai Köztársaságban 2019 és 2021 között művelt gyilkosságokért, kínzásokért és csonkításokért.
2020-ban az amerikai hadsereg a Wagnert vádolta meg, hogy elaknásították a líbiai Tripolit és környékét.
Továbbá a Wagner, Rácz András szerint, jelentősen hozzájárult a szegény afrikai országok erőforrásainak elszívásához, ahol a csoportot felfogadták.

## A Wagner-csoport Afrikában
A Wagner PMC - vagy ahogy saját magukat nevezték, a "Muzsikusok" -  Afrikában Türke András István szerint a következő 6 államban volt katonailag is aktívan jelen : Burkina Faso, Közép-afrikai Köztársaság, Líbia, Mali, Szudán és Mozambik (2021-ig). A Wagner afrikai vezetője Konstantin Pikalov (alias Mazai vagy Mazay) volt. 2023. november 20 után a Wagner maradék egységei az orosz jelenlét részeként Africa Corps néven vannak jelen, Andrey Vladimirovich Averyanov vezetése alatt. 
Líbiában Haftar tábornokot támogatták többek között a Líbiai Nemzeti Hadsereg (LNA) egységeinek taktikai kiképzésével a benghazi és a tobruki bázisokon.
Szudánban a Mohammed "Hemetti" Hamdan Dagalo vezette RSF (Rapid Support Forces) támogatásában vettek részt, cserébe aranybánya koncessziókat kaptak.
Madagaszkáron beavatkoztak az elnökválasztási versenybe André Mailhol-t, majd annak bukása után Andry Rajoelinat támogatva.
Mozambikban a Nacala bázist kapták meg használatra, de tevékenységüket nem koronázta siker a nehéz terep és a helyiekkel való kommunikációs nehézségek miatt. Itt földgáz és gyémántbánya koncessziókat kaptak fizetségül.
Annál nagyobb sikert értek el a Közép-afrikai Köztársaságban, miután a francia Sangaris művelet egységeit 2016-ban kivonták az országból. A Berengo katonai bázist kapták meg használatra. Lényegében Touadéra elnök saját bejáratú pretoriánus gárdájává váltak.
Maliban a Wagner PMC egy profin kivitelezett társadalmi kampány eredményeként vehette át a francia Barkhane és Takuba műveletek helyét, melynek során a franciákat diabolizálták az ifjúság körében és az orosz jelenlétet népszerüsítették. A Wagner egységei Gao és Ménaka francia bázisokat vették át. Fizetségül itt is bányakoncessziókat kértek cserébe.
Burkina Fasoban 2022-ben két katonai puccs is történt, a Wagner PMC ezeket segítve, illetve ezek kihasználásával sikerült megvetnie a lábát a térségben.